# Klaipėda universitet

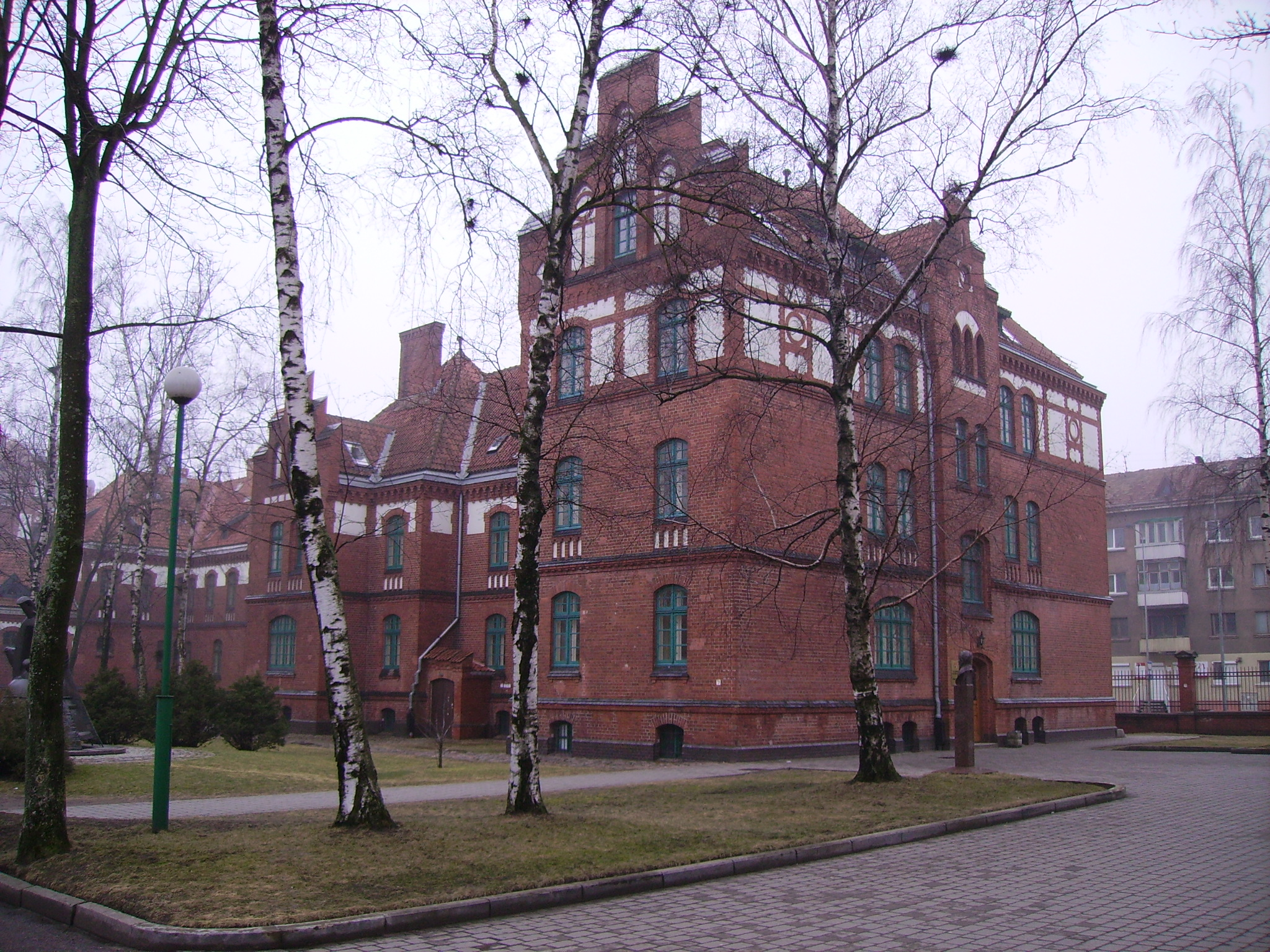
Historiska byggnader på campusdelen av universitetet.

Klaipėda universitet, eller KU, är ett statligt universitet i Klaipėda i Litauen, grundat 1991, med huvudsaklig inriktning på havs-, social- och naturvetenskap. KU har cirka 4 000 studenter.